# Wesley So
Wesley Barbasa So, más conocido como Wesley So (Bacoor, 9 de octubre de 1993) es un ajedrecista estadounidense de origen filipino, que tiene el título de Gran Maestro desde 2008, cuando tenía 14 años, 1 mes y 28 días, lo que le convertía en el 8.º Gran Maestro más joven de la historia del ajedrez. Anteriormente, So se había convertido en el más joven Maestro Internacional filipino, a la edad de 12 años y 10 meses. En noviembre de 2014 pasó a representar a la Federación de Ajedrez de los Estados Unidos.

## Trayectoria general
Fue el mejor jugador mundial Sub-16. En octubre de 2008, con 2610 puntos Elo, se convirtió en el jugador más joven de la historia en romper la barrera de los 2600 puntos, batiendo así el récord que tenía hasta ese momento Magnus Carlsen. No obstante, Wei yi batió después el récord de So. En enero de 2009, alcanzó los 2627 puntos, récord filipino, superando así el Elo de 2621 de Mark Paragua conseguido en abril de 2006. En la lista de Elo de la Federación Internacional de Ajedrez (FIDE) de abril de 2016, tenía un Elo de 2773 puntos, lo que le situaba como 10.º mejor jugador del mundo (en activo), y en el número 3 de entre los jugadores de los Estados Unidos. Su máximo Elo fue de 2822 puntos, en la lista de febrero de 2017 (posición número 3 en el ranking mundial).

## Resultados destacados en competición
Ya en 2005 fue cuarto en el Campeonato del mundo Sub-12 en Belfort. Tres años después, y siendo en ese momento el Gran Maestro más joven del mundo, ganó el Abierto de Dubái, empatado en el primer lugar con Merab Gagunaixvili, Ehsan Ghaemi Maghama y Li Chao. En agosto-septiembre de ese mismo 2008, empató el 2.º lugar con Zurab Azmaiparaixvili el primer abierto 'Dragon Capital Vietnam' celebrado en Vietnam (el campeón fue Lê Quang Liem). En 2010 empató en el segundo lugar en el campeonato absoluto de Asia, disputado en la filipina bahía de Subic (el campeón fue Ni Hua).
Entre agosto y septiembre de 2011 participó en la Copa del mundo de 2011, en Janty-Mansisk, un torneo del ciclo clasificatorio para el Campeonato del mundo de 2013, y donde tuvo una actuación regular; avanzó hasta la segunda ronda, cuando fue eliminado por Serguéi Kariakin (1½-2½). En octubre de 2012 fue cuarto en la 'SPICE Cup' en San Luis (Misuri), con 5/10 puntos (el campeón fue Maxime Vachier-Lagrave). En agosto de 2013 participó en la Copa del Mundo de Ajedrez de ese año, donde tuvo una actuación regular, y fue eliminado en segunda ronda por Yevgueni Tomashevski ½-1½.
Ya en 2014 ganó el 49.º torneo Memorial Capablanca, con un punto más respecto al segundo clasificado, Lázaro Bruzón. Después ganó el torneo 'ACP Golden Classic' en Bergamo (Italia) con una puntuación de 4.5/6, con un punto más respecto al segundo, Baadur Jobava. Con estos resultados, So se situó como duodécimo mejor jugador del mundo en la lista de la FIDE. En enero de 2015 fue segundo en el 77.º Torneo Tata Steel con 8½ de 13 puntos, los mismos que Maxime Vachier-Lagrave, Anish Giri y Ding Liren, y a medio punto del vencedor y campeón del mundo, Magnus Carlsen.
Además, Wesley So ha participado, representando a Filipinas, en cuatro Olimpiadas de ajedrez entre los años 2006 y 2012 (dos veces como primer tablero), con un resultado de (+11 =24 -1), con un 63,9 % de la puntuación. Su mejor resultado lo hizo en la Olimpiada de 2008 al puntuar 7 de 10 (+4 =6 -0), con el 70,0% de la puntuación, con una performance de 2689.